# 乔纳森·史密斯 (赛艇运动员)
乔纳森·史密斯（英語：Jonathan Smith，1961年5月9日—），美国男子赛艇运动员。他曾代表美国参加1984年、1988年和1992年夏季奥林匹克运动会赛艇比赛，获得一枚银牌和一枚铜牌。